# Французька інтервенція в Одесі та Криму
Французька інтервенція в Одесі та Криму — військова інтервенція союзників під керівництвом Франції з грудня 1918 по квітень 1919 року на українському узбережжі Чорного моря в рамках інтервенції союзників у Росії після Жовтневої революції. Інтервенти долучилися до громадянської війни в Росії на боці Білого руху, а їхнє збройне втручання закінчилося невдачею.

## Передісторія
11 листопада 1918 року німецька армія капітулювала на Західному фронті, що створило вакуум у контрольованій Німеччиною Україні. Зав'язалися бої між більшовицькими, білогвардійськими та українськими самостійницькими силами. Французький прем'єр-міністр Жорж Клемансо вирішив направити в Україну міжнародну експедицію під проводом Франції, щоб забезпечити відступ німців, зупинити поширення більшовизму та встановити економічну сферу впливу.
Намагаючись надати експедиції міжнародного характеру, французи закликали до участі інші країни, на що відгукнулася лише Греція: Елефтеріос Венізелос вирішив надіслати значний контингент (2-гу і 13-ту піхотні дивізії) під командуванням генерал-майора Константіноса Нідера, прагнучи цим здобути підтримку грецьких претензій на мирних переговорах, що тоді тривали. Також у наступні місяці прибули деякі польські, румунські та чеські підрозділи.
Командування експедицією було передано командувачу французької Дунайської армії в Румунії генералу Анрі Бертело.

## Інтервенція
Обстанова в Україні в грудні 1918 року була дуже складною: підтримуваного Німеччиною гетьмана України Павла Скоропадського тільки-но повалили діячі Української Народної Республіки на чолі з Симоном Петлюрою, але на Україну насувалася загроза у вигляді проросійської білої Добровольчої армії під командуванням Антона Денікіна. Водночас в Україну вдерлися більшовицькі сили, просуваючись на Київ. Нарешті, існувала ще низка незалежних менших армій або загонів, які переходили на той бік, на який їм було вигідно.
Французи висадилися в Одесі 18 грудня 1918 року, у Севастополі — 26 грудня, а в Миколаєві, Херсоні та Тирасполі — в січні 1919 року. В Одесі, перш ніж французи повністю оволоділи містом, між ними та військами Української Народної Республіки відбувся 7-годинний бій.
Інтервенти виявили дуже напружену ситуацію між петлюрівською українською армією та білою Добровольчою армією. Вони також були вражені відсутністю дисципліни та військових якостей своїх російських союзників. Ще однією неприємною несподіванкою стала ворожа реакція населення відносно французів і особливо щодо греків, які розглядалися як загарбники, а не як визволителі. Усі ці чинники посилювали втому від війни серед союзницьких військ, частина яких навіть стала сприйнятливою до більшовицької пропаганди.
Наприкінці січня 1919 року Бертело скаржився, що йому, щоб зайняти всю Україну, досі виділено менш ніж 3000 вояків, а йому загалом потрібно 20 дивізій. Тим часом більшовики та їхні союзники вже дійшли такого самого висновку.

### Херсон, Миколаїв та Одеса
Місцевий воєначальник отаман Григор'єв примкнув до більшовиків 18 лютого 1919 р. і виступив зі своїм військом проти іноземних загарбників. Налічуючи 10-12 тис. бійців, він спершу атакував 2 березня Херсон, який утримували лише 150 французів, 700 греків і кілька сотень добровольців сумнівної надійності. Після важких боїв місто було взято 9 березня, а вояків союзників евакуювали французьким флотом під прикриттям інтенсивного обстрілу. Союзницьким військам довелося не тільки боротися з силами Григор'єва, а й потрапити під снайперський вогонь жителів міста. Французи втратили 4 вбитими і 22 пораненими, а бойові втрати греків становили близько 250 душ. Принагідно були вбиті і деякі цивільні місцеві греки.
Захопивши Херсон, Григор'єв повернув свої війська на Миколаїв, де розташовувалося ще менше союзницьких сил. У місті все ще перебувало 12 000 добре споряджених німецьких військовослужбовців, але вони не мали наміру брати участь у боях. Місцевому французькому командиру дозволили домовитися про перемир'я з Григор'євим, і 14—16 березня всі союзницькі та німецькі війська були евакуйовані морем без бою, залишивши по собі істотну кількість матеріальної частини.
Ці поразки від безладної партизанської юрби сильно підірвали престиж союзників. Упевненість білих військ у незмінності режиму союзників в Одесі похитнулася. Впав і моральний дух союзницьких військ, коли ті збагнули, що їм доведеться вступити в бій. Був низьким і бойовий дух моряків французького флоту на Чорному морі, де більшість хотіла, щоб їх демобілізували й відправили додому. Моральний дух грецьких і польських інтервенційних сил був не кращим.
Союзники відступили до свого останнього оплоту — Одеси, де ситуація мала вигляд дуже похмурої. Хоча в місті налічувалося 25 000 вояків, чисельність армії Григор'єва тепер оцінювалася в 30—40 тис. душ. Союзники поступалися чисельно, їхні війська зневірилися, не вистачало постачання, а серед населення назрівала революція. З метою перепинити постачання більшовики блокували місто настільки, що не могли пропливати кораблі, а це значило, що зв'язки із зовнішнім світом опинилися під загрозою. Бертело, який неодноразово просив про підмогу чи підкріплення, 16 березня попрохав звільнити його від обов'язків командувача.
Тим часом до міста з півночі наблизилися пробільшовицькі загони — цього разу чисельністю близько 17 000 осіб, які 18 березня легко захопили Березівку, а кількома днями пізніше — Очаків. 20 березня в Одесу прибув Верховний головнокомандувач Союзницької східної армії Франше д'Еспере і швидко дійшов висновку, що евакуації не уникнути. Ситуація в Одесі була напруженою, оскільки всі політичні угруповання міста (за винятком крайніх правих) висловили жаль із приводу дій Франції. Представники міської думи, місцеві меншовики та есери протестували проти порушення суверенітету Росії. Франше д'Еспере попросив генерала д'Ансельма розпочати підготовку до евакуації, але не повідомив про це ні Добровольчу армію, ні грецьких союзників. 29 березня Франше д'Еспере отримав дозвіл від Клемансо на відхід. 1 квітня Франше д'Еспере наказав д'Ансельму виконати свій план евакуації, і до 6 квітня всі війська союзників, їхня матеріальна частина та близько 50 000 цивільних покинули місто. Не всіх евакуювали морем: значна частина армії рушила до Румунії.

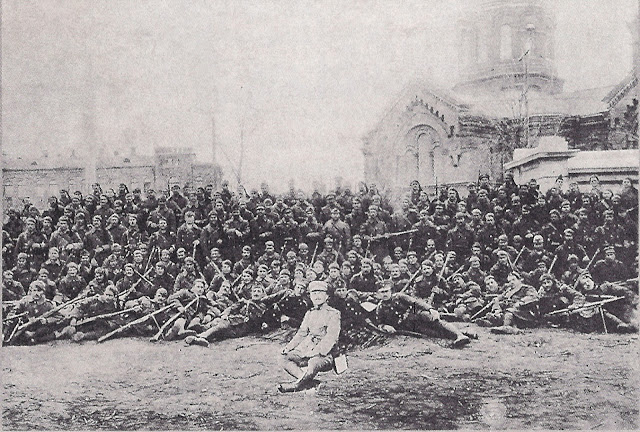
Грецькі військовики в Одесі.
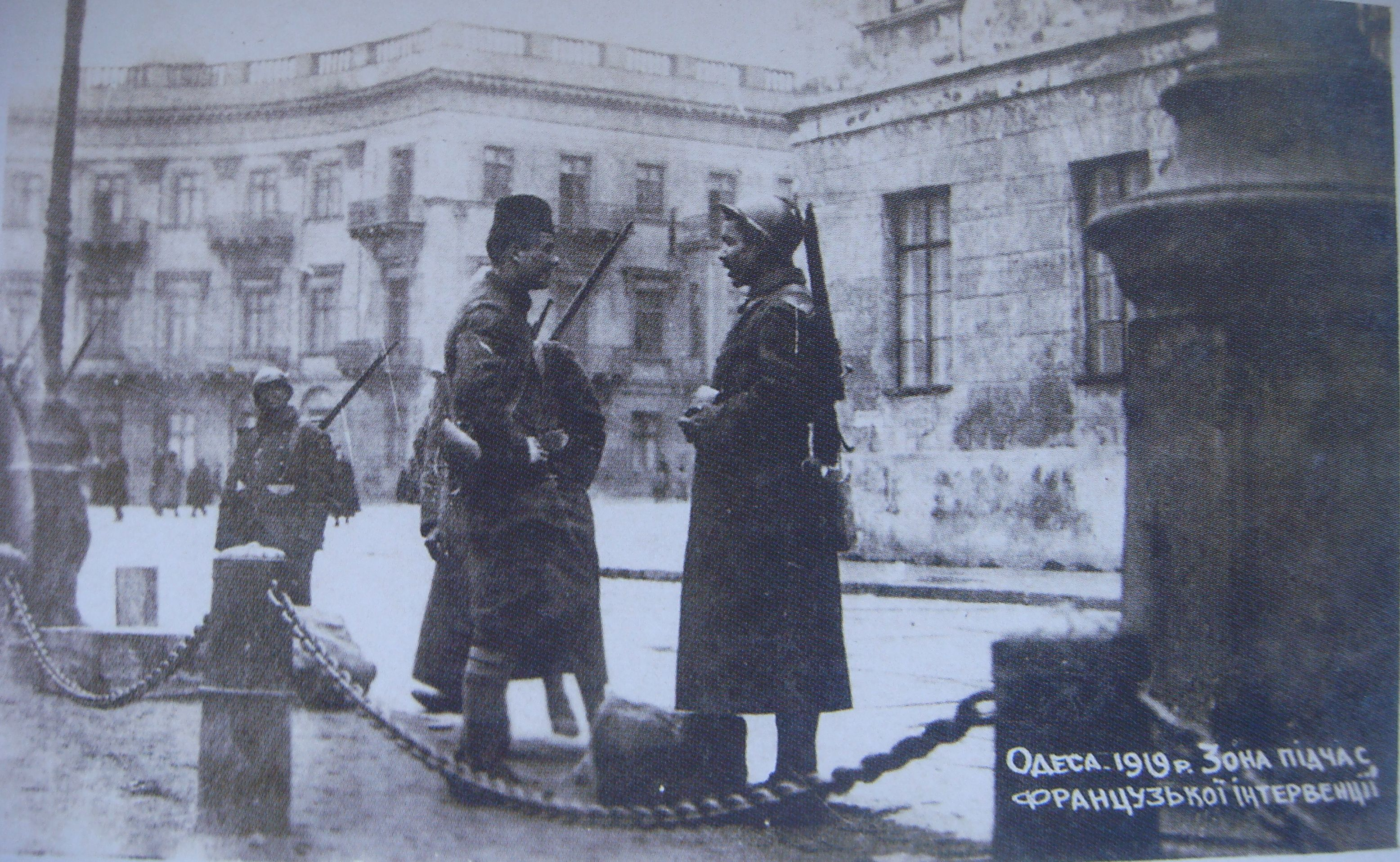
Французькі колоніальні війська в Одесі.
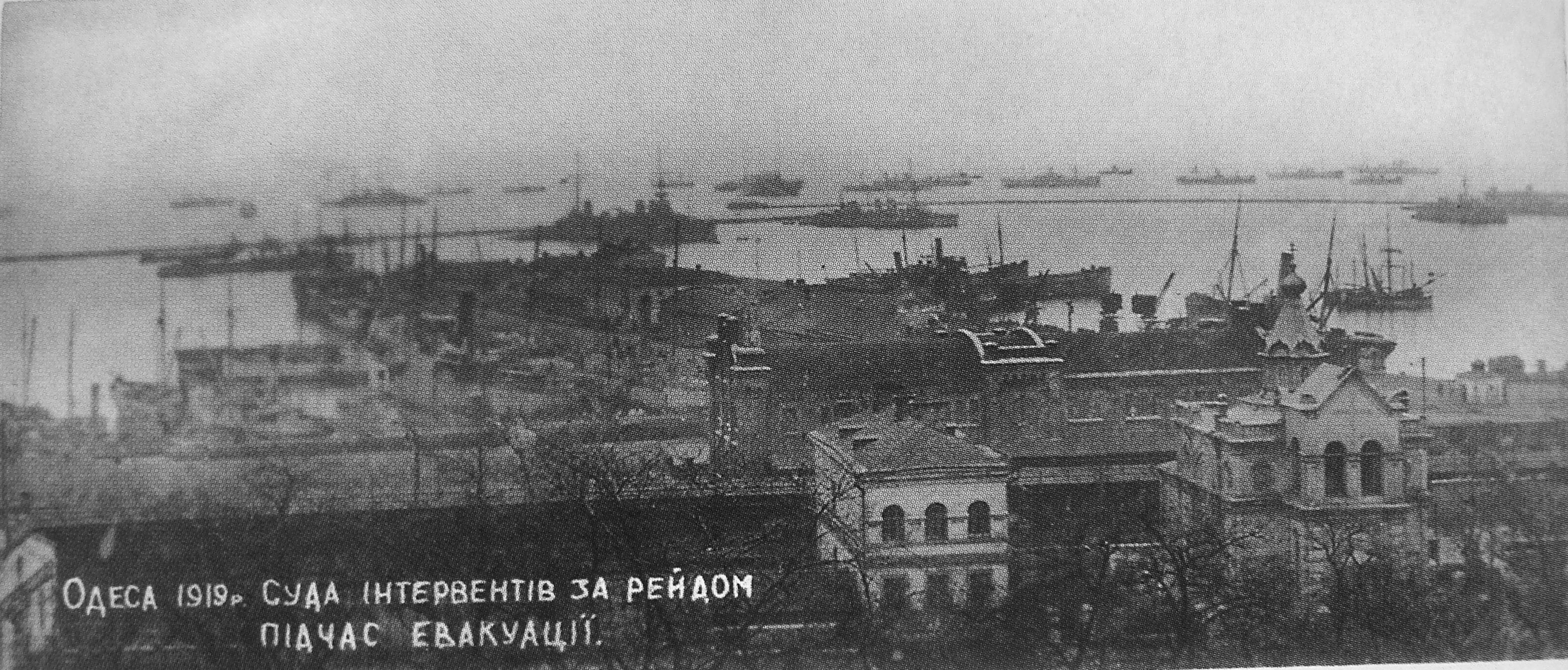
Французький флот евакуюється з Одеси в квітні 1919 р.
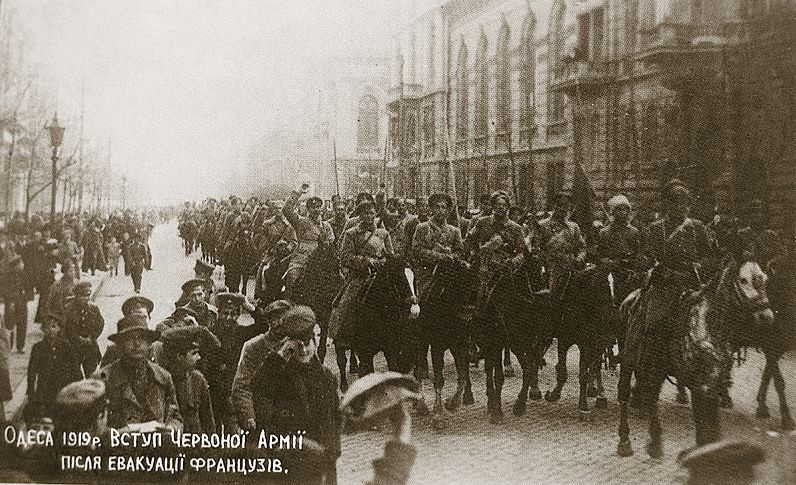
Вступ в Одесу армії Григор'єва, квітень 1919 р.

### Севастополь і Крим
Клемансо закликав Франше д'Еспере триматися за Севастополь і Крим як бастіон для подальших дій на півдні колишньої Російської імперії, але проблеми тут були такі ж, як і в Одесі. Станом на 14 квітня там налічувалося лише 7000 союзницьких вояків, у тому числі 2000 грецьких і 1500 алжирських і сенегальських військовиків. 3 квітня більшовицькі війська (2-га українська радянська армія) вже легко прорвалися через Перекопський перешийок і швидко посувались у бік Севастополя, діставшись околиць міста 14 квітня. Першу атаку на місто було розпочато 16 квітня, але її відбили артилерійським вогнем французьких кораблів. Наступного дня французи попросили перемир'я, щоб евакуюватися з міста.
19 квітня на французьких лінкорах «Франс» і «Жан Бар» спалахнув бунт, спричинений поєднанням утоми від війни, наявністю прихильників комуністів у команді та складними умовами. Заколот було придушено, але він затримав евакуацію до 29 квітня, коли більшовики ввійшли в спустіле місто.

## Причини поразки
Втручання союзників обернулося повним провалом із кількох причин:
- вторгнення було погано організованим, недостатньо спорядженим і невизначеним у своїх цілях;
- серед союзницьких військ, які відчували більше симпатій до червоних, ніж до білих, панувала втома від війни, що навіть призводило до непокори наказам і до заколотів;
- населення Півдня України ставилося до союзницьких військ переважно вороже;
- більшовицький військовий спротив був дисциплінованим та дієвим, тоді як білі війська в регіоні являли собою невелику військову цінність.

## Наслідки
Союзницька політика перейшла від прямого втручання до непрямої допомоги білогвардійським силам і дипломатичного «санітарного кордону» проти більшовиків.
Незабаром російська Біла армія відбила Одесу, але зрештою до кінця 1920 року радянська Червона армія зуміла подолати як українські, так і білогвардійські війська та закріпитися в Україні.